# Окаменелый лес Лесбоса
Окаменелый лес Лесбоса (греч. Απολιθωμένο δάσος της Λέσβου) — окаменелый лес на острове Лесбос в Греции. Является одним из крупнейших скоплений окаменелых деревьев в мире (подобное Национальному парку Петрифайд-Форест (англ. Petrified Forest) в штате Аризона, США)
Окаменелый лес состоит из сотен стоящих и поваленных окаменевших стволов деревьев, которые разбросаны на площади 150 квадратных километров в западной части острова Лесбос, в окружении населённых пунктов Сигри, Антисса и Эрессос. Одиночные окаменелости деревьев разбросаны во многих других частях острова, в том числе около деревень Моливос, Полихнитос, Пломари и Акраси.
Каменный лес острова Лесбос является особенным и не похожим ни на любой другой аналогичный природный объект, например, на окаменевший лес Петрифайд-Форест в штате Аризона. В Аризоне окаменелые стволы деревьев лежат на земле, в то время как на Лесбосе лес был силикатизирован in situ (на месте произрастания в первоначальном виде). На острове есть сотни окаменелых деревьев в вертикальном положении с нетронутыми корневыми системами. Хорошо сохранившиеся корневые системы деревьев доказывают, что сейчас лес стоит на своем первоначальном месте роста. Продукты вулканических извержений покрыли растения полностью, поэтому сейчас можно найти окаменевшие ветви, листья, плоды, корневые системы деревьев, а также впечатляющие окаменелости и отпечатки животных, живших внутри или вокруг леса.
На Лесбосе находится самое высокое в мире окаменелое дерево, стоящее вертикально. Его высота — 7,20 метров, в обхвате — 8,58 метров. Поваленные деревья в окаменелом лесу достигают почти 15 метров в обхвате.

## Образование

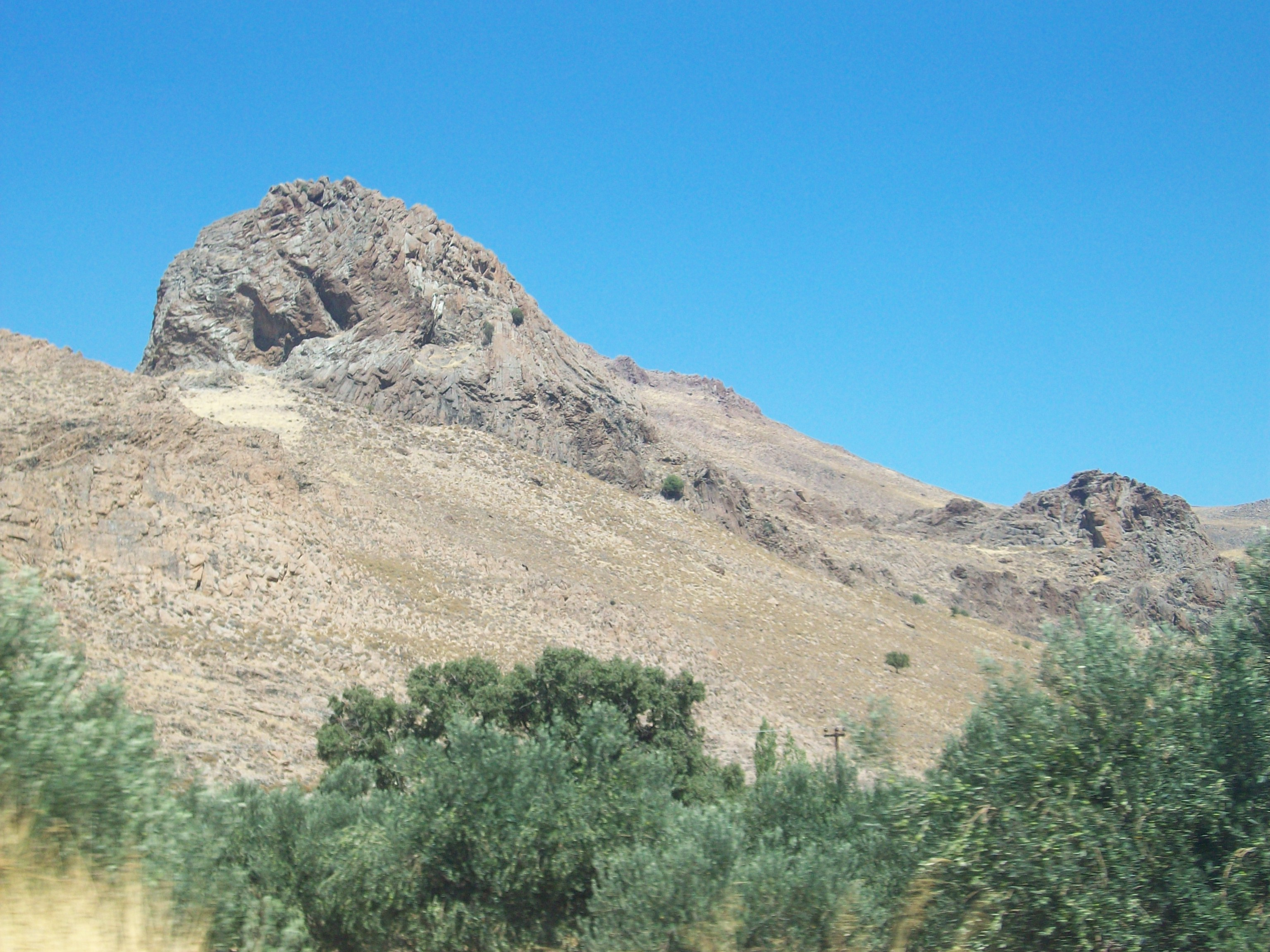
Лавовый купол Месотопос является следствием вулканической деятельности на острове Лесбос.

Формирование окаменелого леса на острове Лесбос связано с интенсивной вулканической активностью, которая происходила с конца эпохи олигоцена и до середины миоцена, примерно 20 миллионов лет назад. В результате вулканической деятельности за очень короткое время пирокластические материалы и вулканический пепел полностью покрыли островную растительность, создавая внутреннюю анаэробную среду и изолируя ткани растений от воздействия внешних климатических условий. Вулканическая активность создала богатые диоксидом кремния гидротермальные растворы, которые интенсивно циркулировали и смешивались с пеплом, покрывая растения. Постепенно органические вещества деревьев замещались минералами, образуя окаменелости. Благодаря благоприятным условиям протекания диагенеза (превращения рыхлых осадков в осадочные горные породы) морфологические особенности деревьев, такие как годовые кольца, аномалии внешней коры и т. д., сохранились в отличном состоянии. При наличии различных оксидов металлов, таких как железо, медь и марганец, окаменелости имеют разноцветные оттенки.

## Палеоэкосистема
Флора окаменелого леса насчитывает более 46 различных видов растений, которые были найдены и идентифицированы. Идентификация рода и вида окаменелых растений стала возможной благодаря отличному состоянию клеточных структур и характеристик древесины. Окаменелый лес Лесбоса представляет собой экосистему леса, растущего в Эгейском регионе во время бурдигальського яруса нижнего миоцена, примерно 18,5 миллионов лет назад. Этот лес был смешанным субтропическим лесом с широким разнообразием растительности, главным образом хвойных и покрытосеменных (плодовых) деревьев, с незначительным количеством папоротниковидных. В районе Сигри был найден окаменелый предок папоротника Pronephrium striacum.
Хвойные составляют наибольшее количество ископаемых растений Лесбоса. Они включают в себя сосновые (лат. Pinaceae), тисовые (лат. Taxaceae) и кипарисовые (лат. Cuprassaceae). К кипарисовых относятся такие виды, как Cunninghamia и предки секвой, из которых в основном и состоит окаменелый лес. Были обнаружены другие редкие виды, для которых нет современных потомков.
Найденные окаменелости покрытосеменных включают в себя большое количество семейств растений. Наиболее распространёнными из них в лесу являются лавровые (лат. Lauraceae) и буковые (лат. Fagaceae). Из семейства буковых помимо самих буков встречаются дубы и каштаны. Из семейства эбеновых (лат. Ebenaceae) здесь встречается хурма, из семейства ивовых (лат. Salicaceae) — тополь и ива, из семейства берёзовых (лат. Betulaceae) — берёза, ольха и граб. На Лесбосе было также обнаружено множество других видов растений, таких как лайм, клён, ежевика, сумах. Однодольные покрытосеменные растения представлены различными видами пальм, которые доминируют на нижнем уровне палеонтологического ландшафта.
Хотя флора окаменелого леса была тщательно изучена, мало что известно о фауне того времени. При раскопках, проводившихся Музеем естественной истории Лесбоса в 1999 году в области Антиссы, были найдены кости животного, первыми обнаруженными на территории окаменелого леса. Кости принадлежали динотерию (лат. Deinotherium), предку современных слонов, жившему 18,4 миллионов лет назад. Это самые древние обнаруженные останки дейнотерия в Греции, и, вероятно, старейшие в Европе. Найденные окаменелости являются редкими, так как на сегодняшний день в Европе обнаружено лишь несколько останков крупных позвоночных нижнего миоцена.

## Памятник природы
Первые упоминания о окаменелостях Лесбоса можно найти в работах древнегреческого философа Теофраста (370—287 до н. э.) с Эрессос. Позже, первые научные ссылки на окаменелый лес были сделаны австрийским ботаником Францем Унгером (1800—1870). Публикации Унгера способствовали появлению большого количества исследователей, желавших посетить Лесбос и окаменелый лес для изучения природной достопримечательности.
Греческое государство инициировало серию шагов для защиты окаменелого леса Лесбоса. 31 января 1958 года было опубликовано первое решение министра культуры страны, согласно которому окаменелый лес становился специальной защищённой областью. В 1965 году по решению министра сельского хозяйства состоялась экспроприация двух районов в 500 акров (Мпала Алония и Гамандроула), содержащих большое количество окаменелых деревьев, для их защиты.
Указом президента Греции (443/1985) от 19 сентября 1985 года на Лесбосе были созданы 1 морской и 4 наземных парка общей площадью 516,5 га, а окаменелый лес был объявлен памятником природы, охраняемым государством. В 1987 году был создан Парк окаменелых деревьев, в котором тогда же при прокладке пешеходных маршрутов провели первые раскопки. Недалеко от входа в парк был найден ствол дерева длиной 20 метров.
В 1994 году в Сигри был открыт Музей естественной истории окаменелого леса Лесбоса, деятельность которого направлена на исследование и защиту окаменелого леса. Музей также проводит образовательную работу. Он предлагает наиболее полную коллекцию ископаемых растений в Греции, уделяя внимание, в первую очередь, ископаемым растениям окаменелого леса. Начиная с 2000 года музей является одним из основателей Европейского сети геопарков, а в 2004 году присоединился к Глобальной сети геопарков ЮНЕСКО. В 2001 году за эффективную работу музей был награждён премией Eurosite Management Award.
В 2000 году по просьбе администрации музея была выделена территория в 500 метрах к югу от Сигри для создания парка Плака. Сразу после предоставления парку земли начались разведывательные работы, во время которых был найден ствол диаметром 3,7 м и длиной окружности 14 метров, что является наибольшими показателями среди когда-либо найденных окаменелых деревьев. Парк Плака начал свою деятельность в июле 2005 года.
В середине 2012 года начались раскопки на островке Нисиопи, благодаря чему были открыты десятки поваленных стволов, среди которых был экземпляр длиной 17,2 метров и диаметром у основания 1,70 м.
В 2012 году на весь остров Лесбос была расширена охраняемая территория геопарка.

## Всемирное наследие ЮНЕСКО
В 2014 году по инициативе Греции Парк окаменелых деревьев был внесён в предварительный список объектов Всемирного наследия ЮНЕСКО.